# Jednodomna biljka
Jednodomne biljke, poznate i kao monoecijske ili monoične, su one vrste koje imaju i muške i ženske spolne strukture na istoj gametofitnoj jedinki. Nasuprot tome, dvodomne ili diecijske biljke su one koje imaju gametofite koji proizvode samo spermu ili jajne stanice, ali nikad oboje. Prema tome, jednodomna biljka je svaka ona koja pripada vrsti kod koje se jednospolni cvjetovi, muški i ženski, nalaze na istoj biljci. Termini se uveliko upotrebljavaju, ali ne isključivo u kontekstu vezanom za mahovnjače. I jednodomni i dvodomni gametofiti stvaraju gamete u gametangijama mitozom a ne mejozom, tako da su sperma i jajne ćelije genetički identični sa svojim roditeljskim gametofitom. Stanja monoecije ili diecije nazivaju se monoecijske ili monoičnost.
Biljke s jednospolnim cvjetovima mogu biti jednodomne (monecične), kada se na istoj jedinki (individuumu) razvijaju i muški i ženski cvjetovi (npr. kukuruz, bukva, hrast), ili dvodomne (diecične), kada se na određenim jedinkama razvijaju samo muški a na drugima samo ženski cvjetovi (npr. vrba, topola, golesak).
Jednospolni cvjetovi - Jednospolni cvjetovi su oni koji imaju samo tučak ili samo prašnike.
cija, odnosno   diecija.
.

## Etimologija i povijest
Trrmin monoičan i srodni oblici 'izvedeni su iz grčkog mόνος – mónos = samac, jedno + οἶκος –oîkos) ili oikía = kuća, dom. Termini dvodomni i di(o)ecijski izvedeni su iz οἶκος ili οἰκία i δι- (di-), dvaput, dvostruko ((o) e je latinski način transliteracije grčkog οι, dok je oi direktniji moderni način.) Općenito, izrazi "monoični" i "dioični" ograničeni su na opis haploidne seksualnosti (gametofitne seksualnosti), pa se stoga prvenstveno koriste za opisivanje kod mahovina (Bryophyta), kod kojih je gametofit dominantan u smjeni generacija. U međuvremenu, nazivi monoecijske i diecijske koriste se za opisivanje diploidne seksualnosti (sporofitne seksualnosti), i na taj način za opisivanje Tracheophyta (vaskularne biljke) u kojima je sporofit dominantna generacija. Međutim, ova upotreba, iako precizna, nije univerzalna, a monoičnost i dioičnost neki briolozi i dalje koriste za gametofit.

## Spolnost mahovina
Mahovnjače imaju životne cikluse u kojima dominira gametofit. Gametofit je dugovječnija, istaknutija autotrofna biljka. Sporofit kod mahovina i jetrenjača sastoji se od nerazgranate stabljike (seta) koja nosi jedan sporangij ili kapsulu za proizvodnju spora. Čak i kad su sposobni za fotosintezu, kao što je to slučaj kod mahovina i rogoza, briofitotskii sporofiti zahtijevaju dodatne fotosintetske tvari iz gametofita za održavanje rasta i spora, a ovisni su o gametofitu za opskrbu vodom, mineralnim hranjivim tvarima i dušikom.
Anteridij i archegonije često su klasterizirane. Klaster antheridije naziva se andrecij, a arhegonija – ginecij (ovi termini imaju drugačije značenje kada se koriste za označavanje cvetnih struktura).
Briofiti imaju najrazvijenije gametofite svih biljnih kopnenih biljaka, pa stoga imaju široku paletu položaja gametangija i obrazaca razvoja.
Gametangia je obično na vrhovima izdanaka, ali se može naći i u osovinama listova, ispod talusa ili na složenim strukturama koje se nazivaju gametangiofore.
Vrste mahovina mogu biti:
- Autoične što znači da se andrecij i ginoecij nalaze na istoj jedinki (monoični), ali na izrazito odvojenim lokacijama. Ako se nalaze na zasebnim granama, može se primijeniti izraz kladotoični.
- Sinoične (koji se također naziva i androginijske) koje u istom klasteru imaju isprepletene i anteridije i arhegonije.
- Paroične mahovine imaju anteridije i arhegonije u odvojenim grozdovima u različitim osovinama listova.
- Heteroične vrste mogu biti ili monoične ili sekventno dioične, ovisno o uvjetima okoliša. Ovo se stanje naziva i poligamno ili  poliecijsko.

## Primjeri cvjetnica
- Lijeska i orah su jednodomne biljke, što znači da se muški i ženski cvjetovi nalaze na istoj jedinki. Muški cvjetovi su u obliku res, dok su ženski cvjetovi jedva primjetni.
- Krastavac je jednogodišnja većinom jednodomna biljka s jednospolnim cvjetovima zbog čega su za oplodnju potrebni kukci. Ženski cvjetovi su pojedinačni (rjeđe po 2 ili više kratkih peteljki), a muški su u grozdastom cvatu s više cvjetova.
- Mala kopriva je jednogodišnja i jednodomna biljka (muški i ženski cvjetovi nalaze se na jednoj biljci). Za razliku od velike koprive čiji su listovi na malim peteljkama, kod male su peteljke duge, gotovo kao i plojka.